# Wouzambil
Wouzambil est un village du département et la commune rurale de Bondokuy, situé dans la province du Mouhoun et la région de la Boucle du Mouhoun au Burkina Faso.

## Géographie

### Démographie
- En 2006 le village comptait 649 habitants recensés[1].

## Santé et éducation
Le village ne possède pas d'école primaire publique